# Posojilo
Posojilo je vrsta dolga. Predstavlja materialna sredstva, ki jih da upnik dolžniku z obveznostjo kasnejše vrnitve. Pri posojilu posojilojemalec od posojilodajalca prejme oziroma si sposodi vsoto denarja, ki jo mora v določenem časovnem obdobju vrniti. Vračilo je lahko v enem ali več obrokih. Posojilo pomeni prerazporeditev finančnih sredstev med posojilodajalcem in posojilojemalcem za daljše časovno obdobje. Pogoji posojila so določeni v posojilni pogodbi. 
Posojilo pomeni izročitev denarja ali drugih nadomestnih stvari proti obvezi vrniti enako ali večjo količino enakovrstnih stvari (npr. denarja). Količno stvari, ki jo bo vrnil dolžnik pa določimo z obrestmi. 